# ジュリアス・カッチェン
ジュリアス・カッチェン（Julius Katchen, 1926年8月15日 - 1969年4月29日）はアメリカ合衆国のピアニスト。

## 人物・来歴
ニュージャージー州ロング・ブランチ出身。14歳になるまで、モスクワ音楽院やワルシャワ音楽院の教師であったユダヤ系の祖父母に音楽を学ぶ。10歳でモーツァルトのピアノ協奏曲第20番ニ短調（全3楽章／K.466）を弾いてデビュー。その演奏を聴いていたオーマンディに招かれ、ニューヨークでフィラデルフィア管弦楽団と共演する。
ハヴァーフォード・カレッジに進学して哲学を専攻、1946年に、在籍わずか3年で首席で卒業した。それからパリに行き、ユネスコ国際フェスティバルにアメリカ合衆国代表として出席、フランス国立放送管弦楽団とベートーヴェンのピアノ協奏曲《皇帝》を共演した。1947年の春にヨーロッパ各地を廻り、ローマ、ヴェネツィア、ナポリ、パリ、ロンドン、ザルツブルクで演奏活動を行なった。その後はパリに永住することを決意する。「アメリカのピアノ界は、音楽学生同士のもたれ合いや馴れ合いが根底にある。それが嫌だ」と発言している。
1968年12月12日にロンドン交響楽団とラヴェルの《左手のための協奏曲》を共演したのが、最後の公開演奏となった。また、同じ時期にローリング・ストーンズのロックンロール・サーカスにも参加し二曲を演奏したがお蔵入りとなり2004年に初公開された。
カッチェンは肺癌に侵されていて、1969年春、わずか42歳で帰らぬ人となった。
演奏会ピアニストとしての活動が長かったが、短い生涯の間に、ブラームスのピアノ独奏曲とピアノ協奏曲のすべてを録音した。ほかにモーツァルトやラフマニノフ、シューベルトもレパートリーに加えている。ヨゼフ・スークやヤーノシュ・シュタルケルと組んでの室内楽演奏も得意としていた。
カッチェンは基本的に弟子をとることをしていなかった。ただ1人の例外が、晩年に教えたパスカル・ロジェである。